# Odir Castelo Borges
Odir Castelo Borges foi um médico anestesista e político brasileiro do estado de Minas Gerais. Atuou como deputado estadual de Minas Gerais na 5ª legislatura (1963 - 1967) como suplente na Assembleia.

Filhos: Maurício Vivas Castelo Borges, Marina Vivas Castelo Borges, Fernando Vivas Castelo Borges, Marcelo Vivas Castelo Borges, Rodrigo Vivas Castelo Borges
Cônjuge: Myriam Vivas Castelo Borges